# Mexico Beach
Mexico Beach város az Amerikai Egyesült Államok Florida államában, Bay megyében. Lakosainak száma 916 fő (2020. április 1.).

## Népesség
A település népességének változása:

| 2010 | 1 072 |
| 2020 | 916   |